# 佐野公彦
佐野 公彦（さの きみひこ、1972年4月3日 - ）は、第29回、第31回全日本スカッシュ選手権大会、男子チャンピオン。